# 마르티나 바르타
마르티나 바르타(체코어: Martina Bárta, 1988년 11월 1일 ~ )는 체코의 가수이다. 유로비전 송 콘테스트 2017에서 체코 대표로 참가했다.

## 앨범

### 싱글
- My Turn (2017)